# Nationaal Park Vorpommersche Boddenlandschaft
Het Nationaal park Vorpommersche Boddenlandschaft (Duits: Nationalpark Vorpommersche Boddenlandschaft) is een nationaal park in de Duitse deelstaat Mecklenburg-Voor-Pommeren. Het park is 805 km² groot en is daarmee het op twee na grootste park van Duitsland.
Het park ligt deels in de Oostzee en is een belangrijk broedgebied voor enkele vogelsoorten. Het park fungeert tussen september en begin november als rustplaats voor kraanvogels, waarvan er tijdens de trek naar het zuiden jaarlijks tot 70.000 het gebied bezoeken.

## Windwadden
De kustwateren in dit gebied worden niet gedomineerd door het getij, zoals in de Waddenzee, maar door de windrichting: bij aflandige wind kan de waterstand er meters lager zijn dan bij aanlandige wind, waardoor de ondiepste gedeelten droogvallen. Deze zogenaamde windwadden vormen een belangrijke voedselbron voor wadvogels als de kluut en de drieteenstrandloper. 
Het omvangrijkste windwaddengebied is een strook tussen Zingst en Hiddensee, boven het eiland Bock langs. Andere windwadden zijn te vinden ten noorden van Darß (voorbij Darßer Ort), bij Pramort bij de oostpunt van ZIngst, ten noordoosten van Hiddensee (ten zuiden van het dubbelschiereiland Bessin in de Vitter Bodden) en ten zuidoosten van Hiddensee (ten zuidoosten van het schiereiland Gellen).

## Galerij

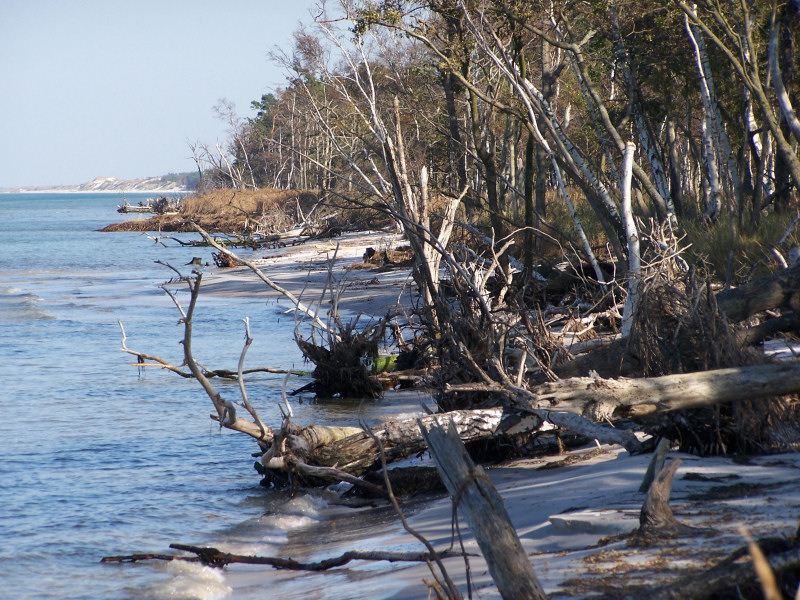
Oostzeekust ten oosten van Zingst
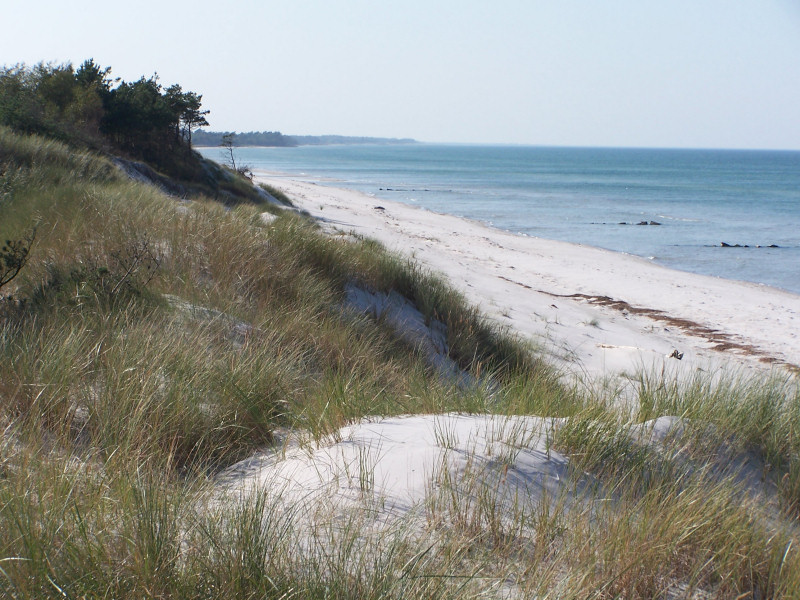
Oostzeekust
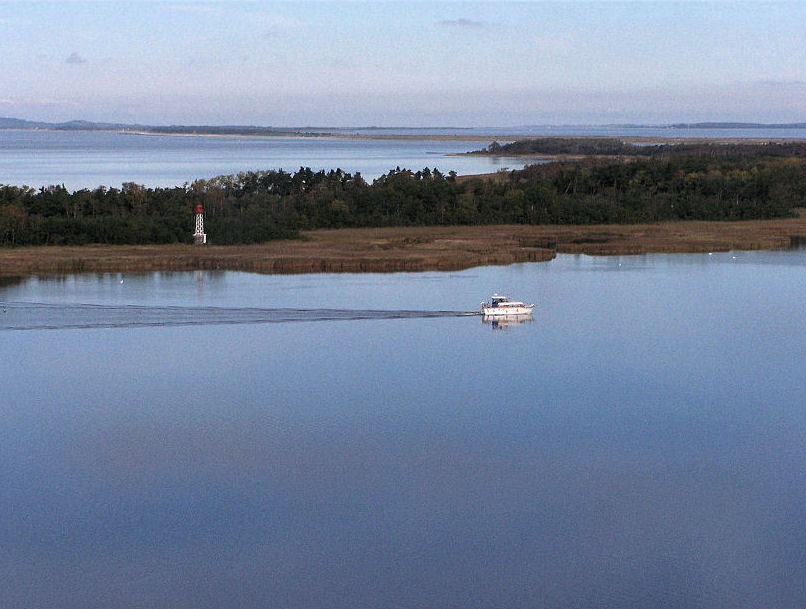
Blik van Barhöft over Bock en Gellen naar Hiddensee
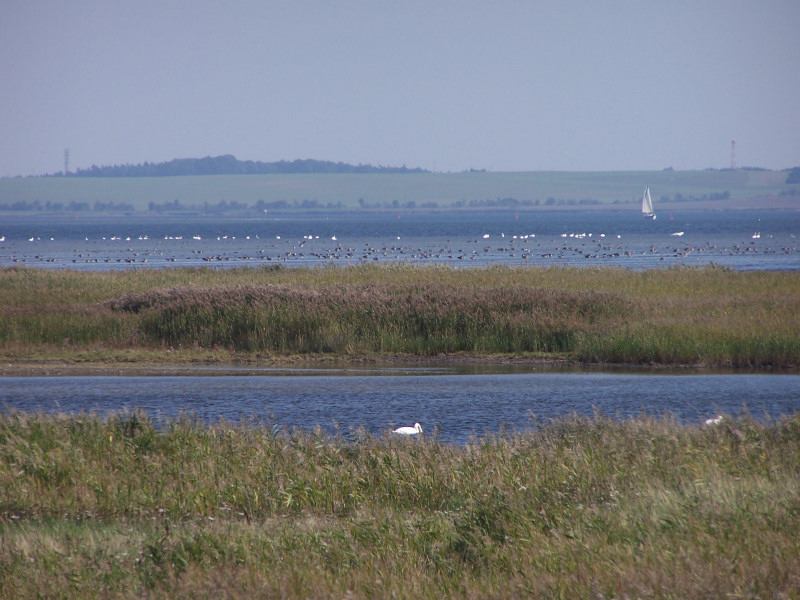
Pramort
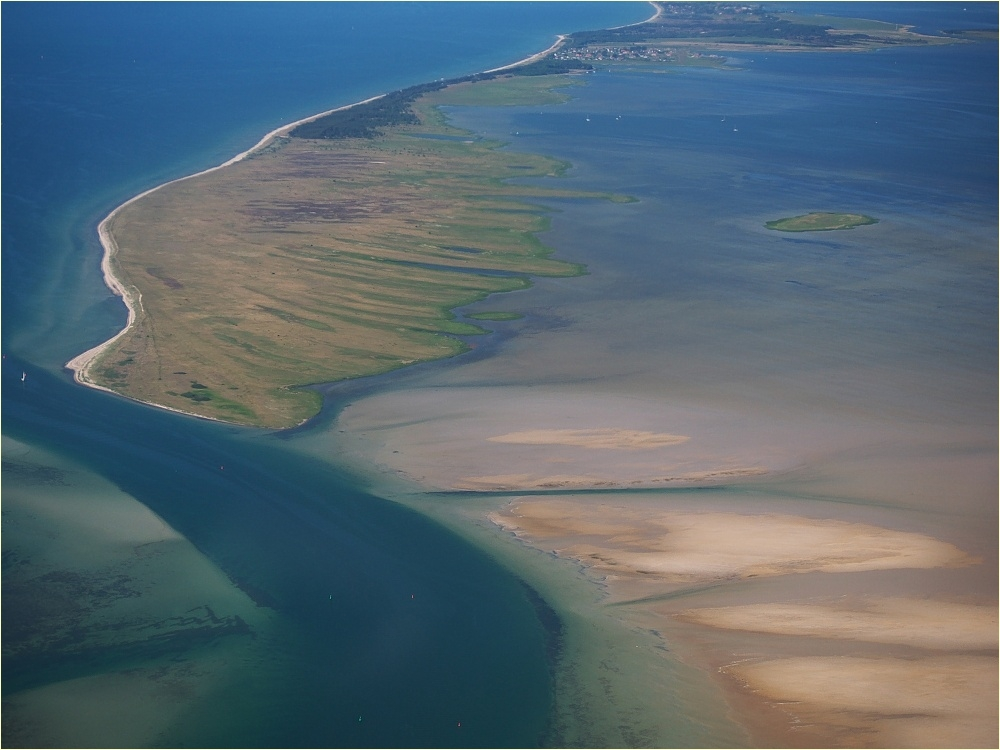
Windwadden bij het schiereiland Gellen